# Euploea morosina
Euploea morosina är en fjärilsart som beskrevs av Hans Fruhstorfer 1910. Euploea morosina ingår i släktet Euploea och familjen praktfjärilar. Inga underarter finns listade i Catalogue of Life.